# Polyommatus zelleri
Polyommatus zelleri är en fjärilsart som beskrevs av Ruggero Verity 1919. Polyommatus zelleri ingår i släktet Polyommatus och familjen juvelvingar. Inga underarter finns listade i Catalogue of Life.